# Księska Góra
Księska Góra – część wsi Wolica w Polsce, położona w województwie świętokrzyskim, w powiecie kieleckim, w gminie Chęciny.
W latach 1975–1998 Księska Góra administracyjnie należała do województwa kieleckiego.